# Sthefany Gutiérrez
Sthefany Yoharlis Gutiérrez (Barcelona, 10 de janeiro de 1999) é uma atriz venezuelana, modelo e titular de concurso de beleza que foi coroada Miss Venezuela em 2017. Ela representou o estado de Delta Amacuro no concurso nacional e representou a Venezuela no concurso Miss Universo 2018, onde foi colocada como 2ª vice-campeã.

## Vida e carreira

### Juventude
Sthefany Gutiérrez nasceu em Barcelona, Anzoátegui. O pai de Sthefany é da Colômbia e sua mãe é venezuelana. Ela é estudante de direito na Universidade Santa María em Puerto La Cruz.
Em dezembro de 2018, ela representou a Venezuela no concurso Miss Universo 2018 realizado em Bangkok, Tailândia. Para seu traje nacional, ela escolheu representar "Guaichia", a Deusa protetora da Natureza. No concurso de Miss Universo de 2018, Gutiérrez foi classificado como a 2ª vice-campeã. Esta é a melhor posição da Venezuela desde a vitória de Gabriela Isler em 2013.